# Cantonul Morne-à-l'Eau-2
Cantonul Morne-à-l'Eau-2 este un canton din arondismentul Pointe-à-Pitre, Guadelupa, Franța.

## Comune
- Morne-à-l'Eau (parțial)